# Stigmatodactylus vulcanicus
Stigmatodactylus vulcanicus är en orkidéart som först beskrevs av Richard Schodde, och fick sitt nu gällande namn av Tokujirô Tokijiro Maekawa. Stigmatodactylus vulcanicus ingår i släktet Stigmatodactylus och familjen orkidéer. Inga underarter finns listade i Catalogue of Life.